# Максіміліан Беєр
Максіміліан Беєр (нім. Maximilian Beier, нар. 17 жовтня 2002, Бранденбург-на-Гафелі, Німеччина) — німецький футболіст, нападник клубу «Боруссія» (Дортмунд) та збірної Німеччини.

## Ігрова кар'єра

### Клубна
У 2015 році Максіміліан Беєр почав свої виступи у молодіжній команді «Енергі» Котбус. Пізніше він приєднався до молодіжки клубу Бундесліги «Гоффенгайм 1899». Саме у складі цього клубу Беєр у лютому 2020 року і дебютував на професійному рівні.
Влітку 2021 року для набору ігрової практики Беєр відправився до клубу Другої Бундесліги «Ганновер 96», де провів два сезони. У 2023 році футболіст повернувся до «Гоффенгайма» і зайняв постійне місце в основі.

### Збірна
У 2019 році у складі юнацької збірної Німеччини (U-17) Максіміліан Беєр взяв участь у юнацькому чемпіонаті Європи в Ірландії. На турнірі нападник зіграв три матчі і забив один гол.